# Larisa
Larisa o Lárisa (en griego Λάρισα, Lárisa) es una ciudad de Grecia, capital de Tesalia y de la unidad periférica de Larisa, es la quinta ciudad más poblada e importante de Grecia. Tiene algo más de 160 000 habitantes (concretamente, 164.095). Está en una llanura agrícola en la orilla sur del antiguo río Peneo.
Es un importante centro agrícola y nudo de transporte urbano, interconectado por ruta y ferrocarril con el puerto de Volos y con Salónica y Atenas. Su zona urbana aloja una población de unos 250 000 habitantes e incluye a Giannouli, Terpsithea y otras localidades periféricas. De acuerdo con los restos arqueológicos encontrados, se ha podido establecer que la ciudad y su área de influencia han estado habitadas desde hace unos 12 000 años. En la actualidad, Lárisa es un importante centro comercial e industrial de Grecia. Según la leyenda aquí es donde nació Aquiles y es donde murió Hipócrates, el «padre de la medicina». Además de ser el lugar en donde nació la famosa concubina de Alejandro Magno, Campaspe.

## Historia
Se han encontrado restos del paleolítico en la región.
Su fundación se atribuye a Acrisio. Su nombre es pelásgico, anterior al indoeuropeo o griego. Los habitantes locales, los perrebos, fueron expulsados de la ciudad por los tesalios. Estaba al lado de la homérica ciudad de Argisa. 

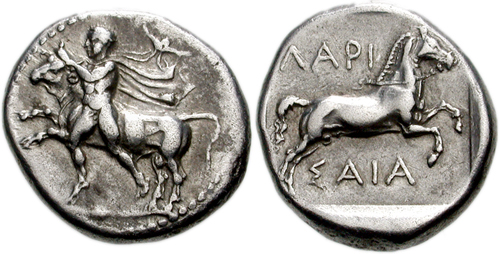
Monedas de Larisa, 440 a. C.

Fue ciudad independiente, con una constitución democrática, regida por la aristocrática familia de los aleuadas que gobernaban todo el distrito de Pelasgiótide. A esta familia correspondía el título de tagos de Tesalia, equivalente a estratego. Los aleuadas rivalizaron con los escópadas de Cranón, situada a unos 20 km al sudoeste. Durante la guerra del Peloponeso la ciudad fue aliada de Atenas. El año 404 a. C. Licofrón de Feras derrotó a los tesalios, entre los que se encontraban los habitantes de Larisa. En el 395 a. C. Medio de Larisa, en su guerra contra Licofrón, tomó Farsalo, que tenía una guarnición espartana.
En torno a la década de los 390 a. C., Larisa era una de las ciudades tesalias aliadas de Beocia.
Alejandro II de Macedonia, que había sido llamado por los propios lariseos con el fin de hacer frente común contra Alejandro de Feras, se apoderó de Larisa en 369 a. C. Allí estableció una guarnición que fue retirada cuando Pelópidas a la cabeza de las fuerzas beocias solicitadas por los tesalios llegaron para liberar sus ciudades y abatir la tiranía de Alejandro de Feres. Algunos años más tarde, en 357/6, Filipo II de Macedonia fue llamado por los alévadas para luchar contra los tiranos de Feras en Tesalia, a los que derrotaron.
El rey Filipo V de Macedonia, en su guerra contra los romanos, la tuvo como una de sus plazas militares principales, pero después de la batalla de Cinoscéfalas, en 197 a. C., la hubo de ceder a Roma. Antíoco III Megas el seléucida intentó ocupar la ciudad en 191 a. C., pero no lo consiguió.

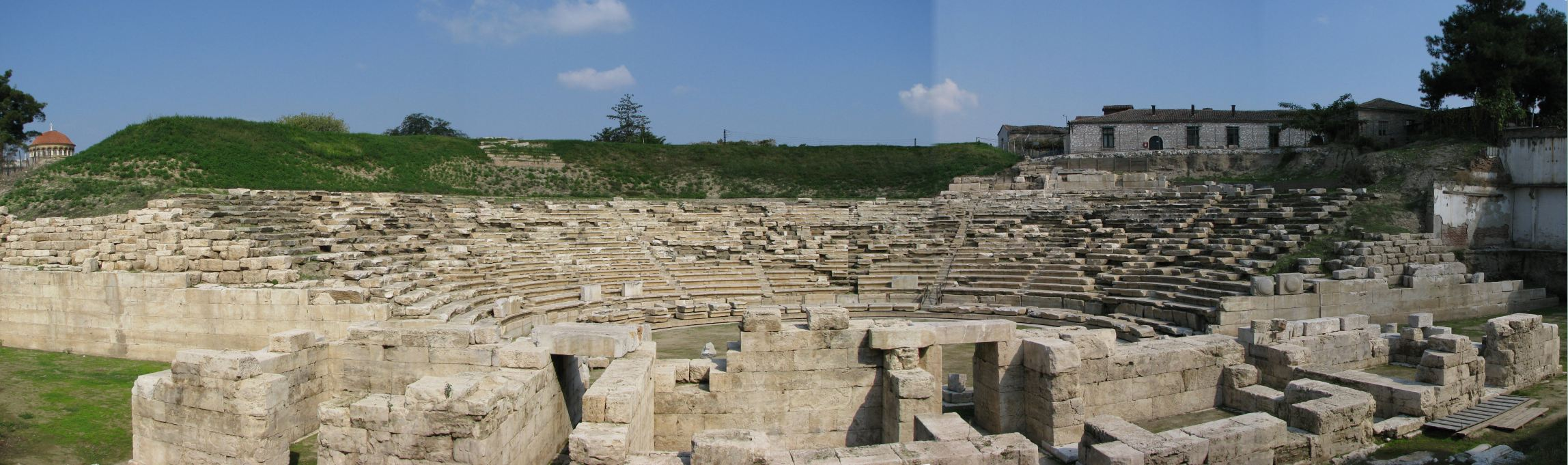
El teatro antiguo de la ciudad de Lárisa.

Fue ciudad romana y mantuvo su importancia bajo el Imperio romano. En el siglo VI es mencionada como la principal ciudad de Tesalia, y era sede de un obispo.
Pasó al otomanos en el siglo XV y se llamó Yenishehér o Yenisehr. Fue capital de un bajalato. Durante la guerra de independencia de Grecia fue la residencia de Hursid Pachá. En 1881 pasó a Grecia. En 1897 los otomanos la ocuparon temporalmente y el tratado de paz la devolvió a Grecia (1898). Los habitantes turcos emigraron entre 1881 y 1898.
Quedan pocos restos antiguos, entre ellos, el teatro romano.

## Clima
| Parámetros climáticos promedio de Larisa | Parámetros climáticos promedio de Larisa | Parámetros climáticos promedio de Larisa | Parámetros climáticos promedio de Larisa | Parámetros climáticos promedio de Larisa | Parámetros climáticos promedio de Larisa | Parámetros climáticos promedio de Larisa | Parámetros climáticos promedio de Larisa | Parámetros climáticos promedio de Larisa | Parámetros climáticos promedio de Larisa | Parámetros climáticos promedio de Larisa | Parámetros climáticos promedio de Larisa | Parámetros climáticos promedio de Larisa | Parámetros climáticos promedio de Larisa |
| Mes                                      | Ene.                                     | Feb.                                     | Mar.                                     | Abr.                                     | May.                                     | Jun.                                     | Jul.                                     | Ago.                                     | Sep.                                     | Oct.                                     | Nov.                                     | Dic.                                     | Anual                                    |
| ---------------------------------------- | ---------------------------------------- | ---------------------------------------- | ---------------------------------------- | ---------------------------------------- | ---------------------------------------- | ---------------------------------------- | ---------------------------------------- | ---------------------------------------- | ---------------------------------------- | ---------------------------------------- | ---------------------------------------- | ---------------------------------------- | ---------------------------------------- |
| Temp. máx. abs. (°C)                     | 21.8                                     | 25.2                                     | 26.8                                     | 32.4                                     | 40.0                                     | 42.2                                     | 45.2                                     | 43.0                                     | 39.2                                     | 33.7                                     | 29.0                                     | 22.0                                     | 45.2                                     |
| Temp. máx. media (°C)                    | 9.6                                      | 11.8                                     | 14.9                                     | 20.0                                     | 25.7                                     | 30.9                                     | 33.0                                     | 32.4                                     | 28.6                                     | 22.1                                     | 15.3                                     | 10.5                                     | 21.2                                     |
| Temp. media (°C)                         | 5.1                                      | 6.4                                      | 9.5                                      | 13.5                                     | 18.8                                     | 23.9                                     | 26.0                                     | 25.5                                     | 21.5                                     | 16.1                                     | 10.5                                     | 6.3                                      | 15.3                                     |
| Temp. mín. media (°C)                    | 0.5                                      | 1.1                                      | 3.4                                      | 6.3                                      | 10.5                                     | 15.0                                     | 17.6                                     | 17.1                                     | 14.1                                     | 9.8                                      | 5.5                                      | 1.8                                      | 8.6                                      |
| Temp. mín. abs. (°C)                     | -21.6                                    | -10.5                                    | -7.0                                     | -3.4                                     | 1.4                                      | 7.2                                      | 11.0                                     | 10.0                                     | 5.0                                      | -2.0                                     | -6.4                                     | -17.5                                    | -21.6                                    |
| Precipitación total (mm)                 | 29.7                                     | 34.9                                     | 36.3                                     | 28.9                                     | 37.1                                     | 23.5                                     | 20.3                                     | 15.5                                     | 29.4                                     | 47.1                                     | 58.2                                     | 52.3                                     | 413.2                                    |
| Días de precipitaciones (≥ 1.0 mm)       | 5.8                                      | 5.8                                      | 5.8                                      | 5.0                                      | 5.3                                      | 3.5                                      | 2.0                                      | 1.7                                      | 2.8                                      | 5.5                                      | 6.5                                      | 6.9                                      | 56.6                                     |
| Horas de sol                             | 104.7                                    | 117.8                                    | 157.5                                    | 213.8                                    | 266.3                                    | 307.2                                    | 337.1                                    | 320.1                                    | 247.6                                    | 171.8                                    | 126.0                                    | 101.0                                    | 2470.9                                   |
| Humedad relativa (%)                     | 79.5                                     | 75.9                                     | 74.1                                     | 68.7                                     | 61.7                                     | 49.9                                     | 46.4                                     | 50.0                                     | 58.6                                     | 69.9                                     | 78.9                                     | 82.5                                     | 66.3                                     |
| Fuente: NOAA                             |                                          |                                          |                                          |                                          |                                          |                                          |                                          |                                          |                                          |                                          |                                          |                                          |                                          |